# محمدتقی توکلی (سیاستمدار)
محمدتقی توکلی نماینده منتخب مردم الیگودرز در دوره نهم مجلس شورای اسلامی است.
در ۱۰ خرداد ۱۳۹۱ اعتبارنامه محمد تقی توکلی در مجلس شورای اسلامی به تصویب رسید.
او پیش از این مدیرکل دفتر برنامه‌ریزی منابع آب ایران وزارت نیرو و دبیر کمیته تخصیص منابع آب شرکت مدیریت منابع آب ایران بوده است. او رئیس کمیته آب و نایب اول کمیسیون کشاورزی آب و منابع طبیعی مجلس شورای اسلامی را در کارنامه خود دارد. همچنین با ۲۰۶ رای از سوی نمایندگان به عنوان ناظر مجلس شورای اسلامی در شورای عالی آب انتخاب شد.وی یکی از امضا کنندگان طرح سؤال از رئیس‌جمهور ایران محمود احمدی‌نژاد بوده‌است.
او در جریان پخش سریال سرزمین کهن (بهمن ۹۲) نسبت به توهین‌هایی که به بختیاری‌ها شده بود واکنش نشان داد و در دیدار با عزت اله ضرغامی مراتب اعتراض را به وی اعلام کرد و خواستار توقف پخش آن شد.پس از پایان دوره نمایندگی با آغاز ریاست جمهوری روحانی او در وزارت نیرو‌ در سمت های مختلف مشغول به کار شد پس از پایان دور اول ریاست جمهوری دکتر روحانی و آغاز تبلیغات دور بعد مهندس توکلی ریاست ستاد تبلیغات وی را در استان لرستان بر عهده داشت پس از انتخاب مجدد روحانی و عدم رای اعتماد مجلس به حبیب الله بیطرف زمزمه هایی از وزیر شدن محمد تقی توکلی به گوش میخورد که نهایتا ایشان به پست مشاور وزیر رسیدند و هم اکنون نیز سمت مشاور معاون وزیر را عهده دار هستند.
همچنین از عملکرد های وی میتوان به ساخت سد حوضیان ، اخذ مجوز گاوداری ۲۰۰۰ راسی در سفر استانی رییس جمهوری وقت به خرم آباد و آسفالت شهر شول آباد به طول ۳۰ کیلومتر اشاره کرد 
پسر وی در مرداد ۱۳۹۳ بر اثر سانحه تصادف و واژگونی خودرو درگذشت.